# خوان خوایر استارادا
خوان خوایر استارادا (اسپانیایی: Juan Javier Estrada‎؛ زادهٔ ۸ اوت ۱۹۸۱ ‏(۴۳ سال)) دوچرخه‌سوار اهل اسپانیا است.